# Dame chocolate
Dame chocolate est une telenovela américaine diffusée entre le 5 mars 2007 et le 5 octobre 2007 sur Telemundo.

## Synopsis
Rosita Amado est une jeune femme avec un corps et un visage spectaculaire, mais elle a un nez horrible.
Bruce Remington est millionnaire et éprouve une grande reconnaissance pour Juan Amado. Il accepte cette relation, mais Juan aime Grace (la mère de Bruce). Quand elle était petite, Juan était le jardinier de sa demeure, mais après la mort du père de Grace, la mère de celle-ci et Juan Amado tombent amoureux et se marient. La mère de Grace finance le projet de Juan Amado et celui-ci fonde le Chocolate Supremo.

## Distribution
- Carlos Ponce : Bruce Remington
- Génesis Rodríguez : Rosita Amado / Violeta Hurtado
- María Antonieta de las Nieves : Dulce Amado
- Kristina Lilley : Grace Remington
- Khotan Fernández : Ángel Pérez
- Karla Monroig : Deborah Porter / Samantha Porter
- Ricardo Chávez : Diosdado Amado
- Rosalinda Rodriguez : Hortensia Amado
- Eduardo Serrano : Lorenzo Flores
- Jullye Giliberti : Julia Arismendi
- Mauricio Ochmann : Fabián Duque
- Pedro Moreno : José Gutiérrez
- Álvaro Ruíz : Luis
- Frank Falcón : Dr. Bob Vitier
- Gustavo Franco : Mauricio Duque
- Adriana Acosta : Matilde
- Taniusha Capote : Azucena Amado
- Riczabeth Solbavarro : Eulalia
- Jessica Pacheco : Ligia
- Victor Corona : Anacleto
- Carmen Olivares : Carmen
- Bernhard Seifert : Eduardo
- José Ramón Blanch : Ricardo Solís
- Héctor Suárez : Juan Amado
- Freddy Viquez : Matías
- Angeline Moncayo : María Sánchez
- Gerald Abarca : Steven
- Jefferson Longa : Hijo de Bruce Y Rosita
- Carlos Ferro : Amigo de José

## Diffusion
- Telemundo (2007)
- Multinoticas Canal 4
- TCS Canal 4
- Eurocom
- Fox Televizija (actuellement Prva Srpska Televizija)
- POP TV
- RTL Televizija
- FTV
- TV IN
- Caracol Televisión
- Ecuavisa
- Televen
- Intra TV
- Rustavi 2
- Chilevisión
- Telemundo Puerto Rico
- Bolivisión
- SNT
- Frecuencia Latina
- Antena 3 / Nova
- Canal 9
- Tele Antillas (2007) / Antena Latina (2012)
- TVN
- Teletica
- TV Puls
- Canal 6 / Galavisión (actuellement Gala TV)
- TNT

### Sources
- (es) Cet article est partiellement ou en totalité issu de l’article de Wikipédia en espagnol intitulé « Dame chocolate » (voir la liste des auteurs).